# Bílá (district de Frýdek-Místek)
Pour les articles homonymes, voir Bílá.
Bílá (en allemand : Bila) est une commune du district de Frýdek-Místek, dans la région de Moravie-Silésie, en Tchéquie. Sa population s'élevait à 275 habitants en 2021.

## Géographie
Bílá est située dans le massif des Beskides de Moravie-Silésie, près de la frontière slovaque, à 28 km au sud-sud-est de Frýdek-Místek, à 22 km au sud-est d'Ostrava et à 298 km à l'est de Prague.
La commune est limitée par Čeladná et Staré Hamry au nord, par la Slovaquie à l'est et au sud, par Velké Karlovice au sud-est et Horní Bečva à l'ouest.

## Histoire
La première mention écrite du village remonte à 1817.

## Galerie

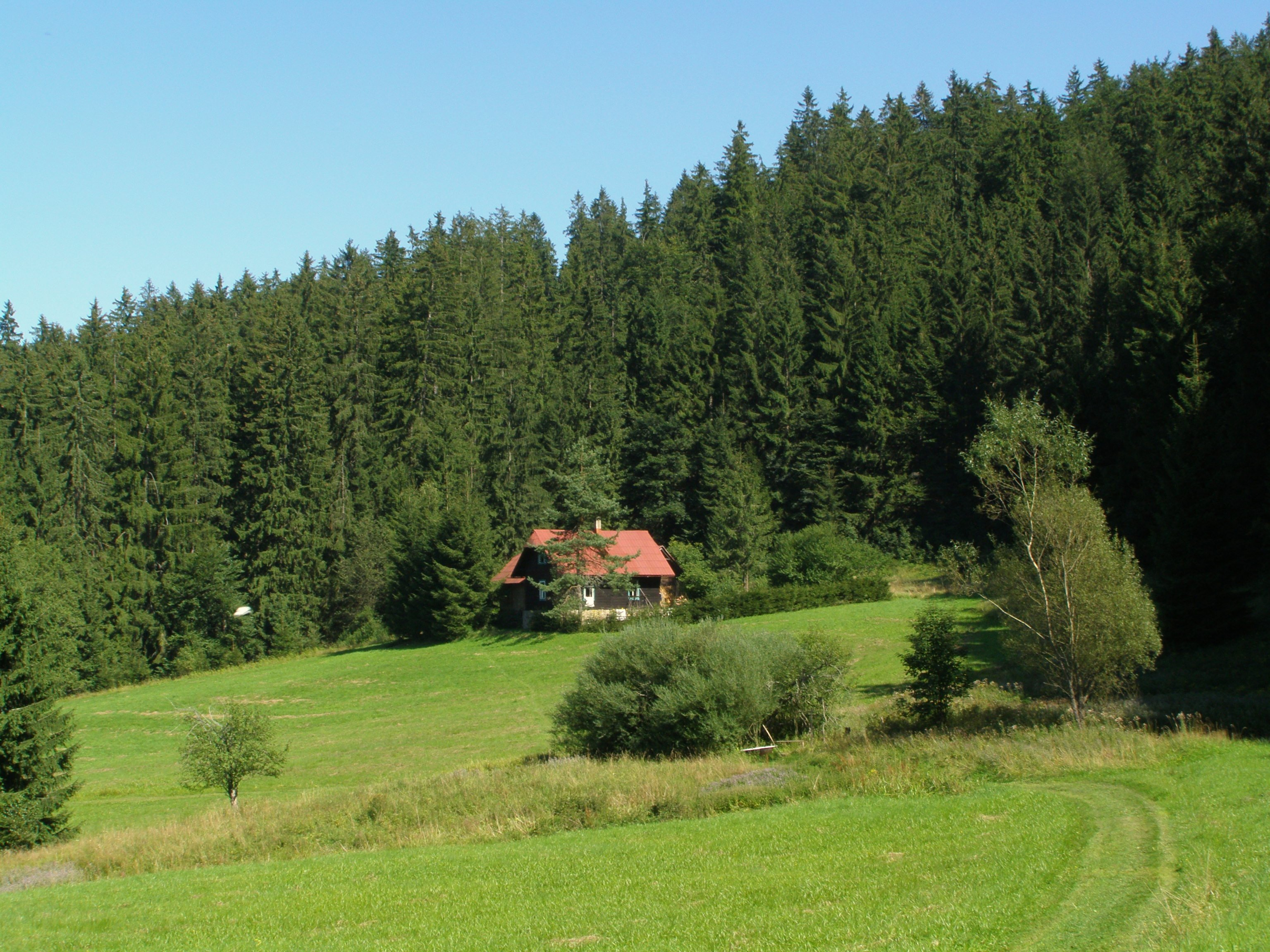
Environs de Bílá : Chladná voda.
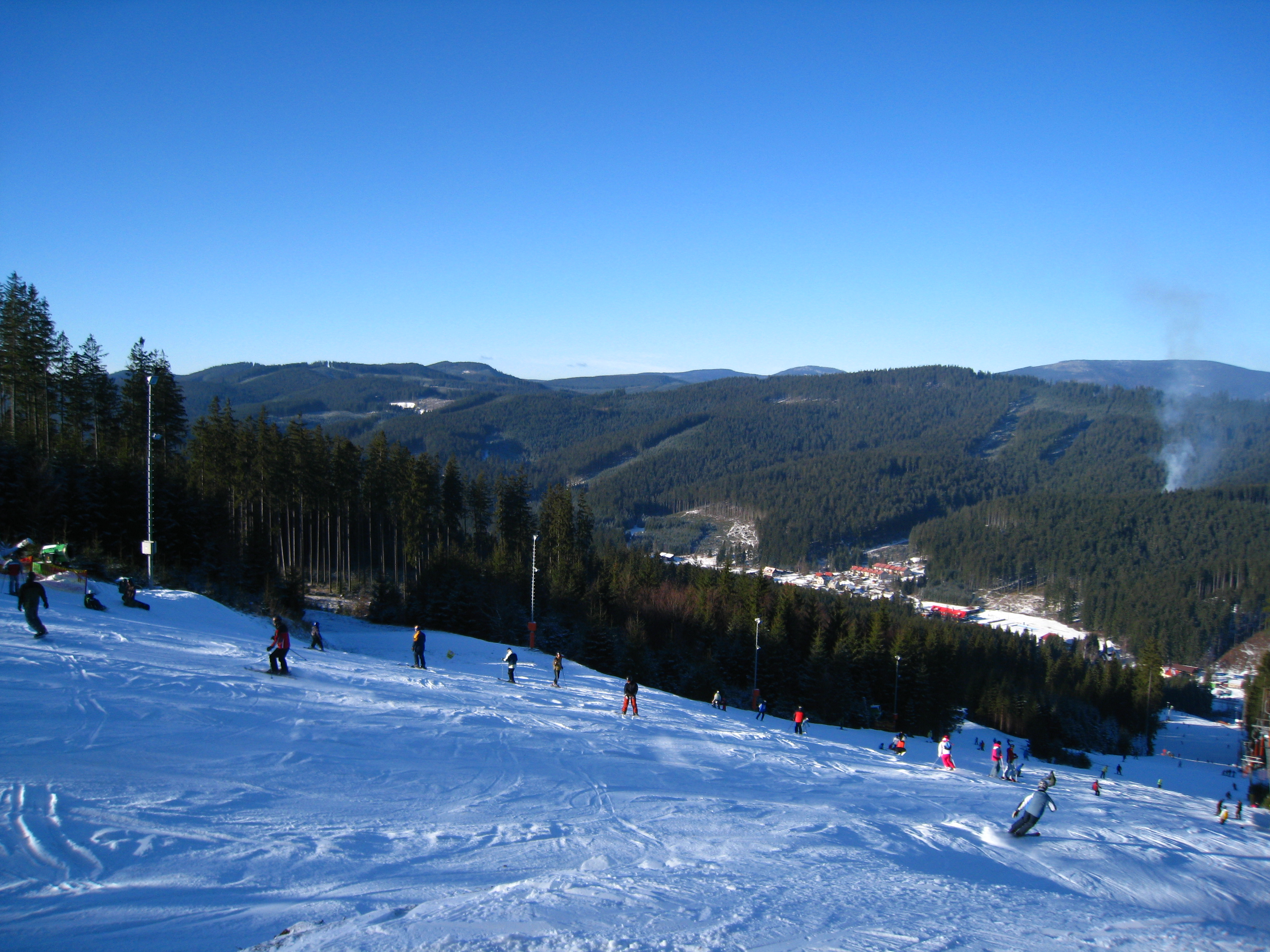
Station de ski de Bílá.
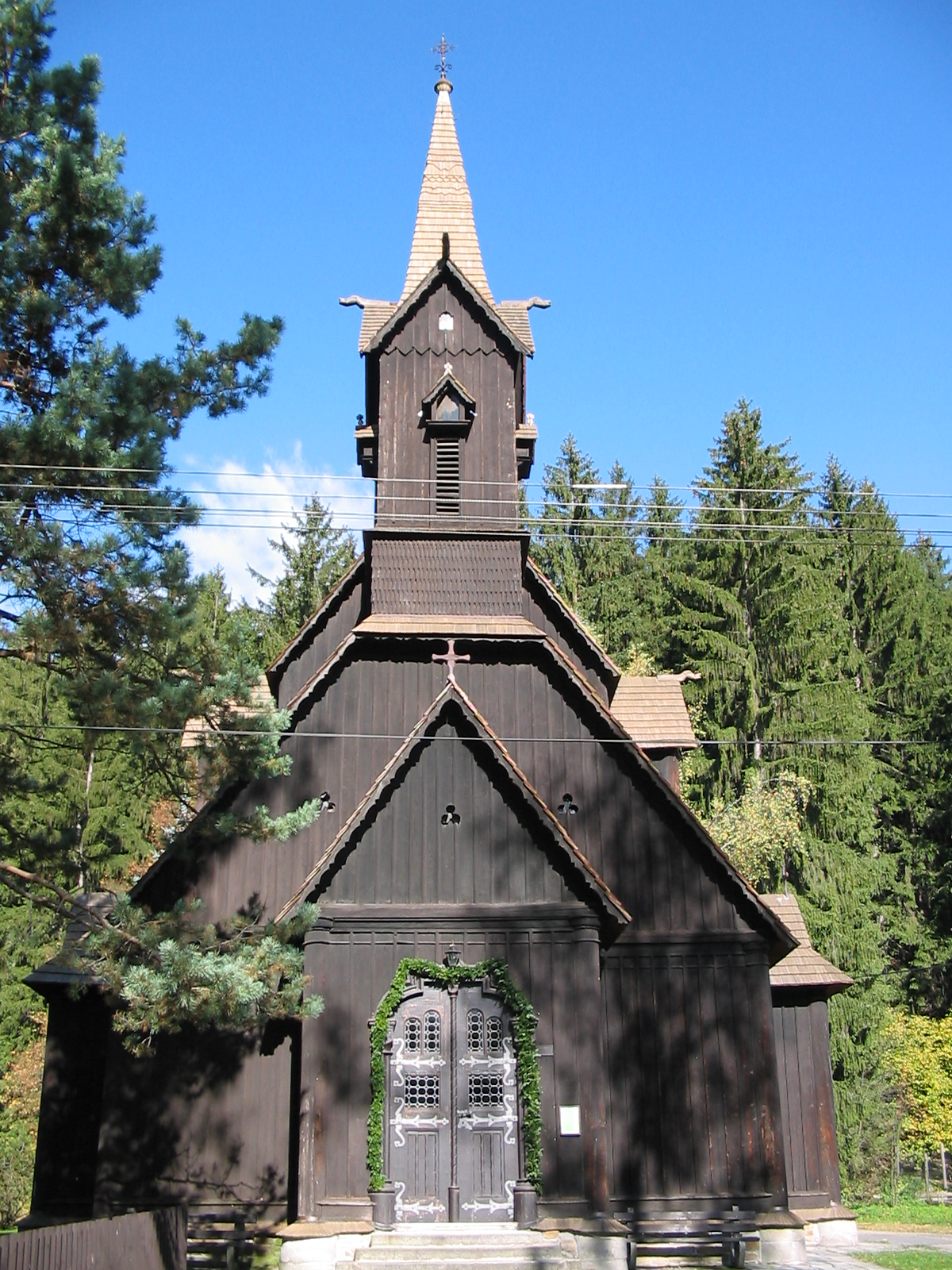
Bílá : église catholique.

## Transports
Par la route, Bílá se trouve à 22 km de Frýdek-Místek, à 33 km de Frýdek-Místek, à 52 km d'Ostrava et à 382 km de Prague.